# Jacqueline Gaugey-Brisepierre
Jacqueline Gaugey-Brisepierre (nom de jeune fille Brisepierre), née le 30 octobre 1945 à Montceau-les-Mines et morte le 8 avril 2025 à Marseille, est une gymnaste artistique française.

## Biographie

### Carrière
Elle est sacrée championne de France du concours général de gymnastique artistique en 1966.
Elle participe aux épreuves de gymnastique aux Jeux olympiques d'été de 1964 à Tokyo, terminant 64e du concours général individuel, et aux Jeux olympiques d'été de 1968 à Mexico, obtenant une septième place par équipe.
Jacqueline Gaugey-Brisepierre a été professeur d’éducation physique et sportive, directrice nationale de l’Union nationale du sport scolaire, représentante du ministère de l’Éducation nationale, inspectrice de l’Académie de Paris et chargée de mission à l’Inspection générale de l’Éducation nationale. Elle est promue au grade de chevalier de la Légion d'Honneur le 31 décembre 2012.

### Mort
Jacqueline Gaugey-Brisepierre meurt à Marseille le 8 avril 2025 à l'âge de 79 ans,.